# Prvenstvo Hrvatske u bejzbolu 2000.
Prvenstvo Hrvatske u bejzbolu za 2000. je četvrti put zaredom osvojila momčad Olimpije iz Karlovca. 

## Prva liga

### Prvi dio
| mj | klub              | ut | pob | por |
| -- | ----------------- | -- | --- | --- |
| 1. | Olimpija Karlovac | 22 | 18  | 4   |
| 2. | HAŠK Zagreb       | 22 | 17  | 5   |
| 3. | Nada Split        | 22 | 7   | 15  |
| 4. | Vindija Varaždin  | 22 | 7   | 15  |

### Doigravanje
| klub1                      | pob-por         | klub2               | rezultati                   |
| četvrtzavršnica            | četvrtzavršnica | četvrtzavršnica     | četvrtzavršnica             |
| -------------------------- | --------------- | ------------------- | --------------------------- |
| HAŠK (Zagreb)              | 3-0             | Osijek (Osijek)     | 20:0*, 15:5*, 1:15          |
| Olimpija (Karlovac)        | 3-0             | Sisak (Sisak)       | 9:0*, 9:0*, 9:0             |
| Vindija (Varaždin)         | 3-0             | Medvednica (Zagreb) | 19:18*, 17:16*, 9:8         |
| Nada (Split)               | 3-0             | Donat (Zadar)       | 18:1*, 15:0*, 25:14         |
|                            |                 |                     |                             |
| poluzavršnica              |                 |                     |                             |
| Olimpija                   | 3-0             | Vindija             | 14:11*, 18:1, 10:0*         |
| HAŠK Zagreb                | 3-0             | Nada                | 14:4*, 4:2*, 7:1            |
|                            |                 |                     |                             |
| za prvaka                  |                 |                     |                             |
| Olimpija                   | 4-1             | HAŠK Zagreb         | 8:0*, 10:7*, 0:12, 4:2, 7:2 |
|                            |                 |                     |                             |
| * domaća utakmica za klub1 |                 |                     |                             |